# ماهیگیر ایسلند

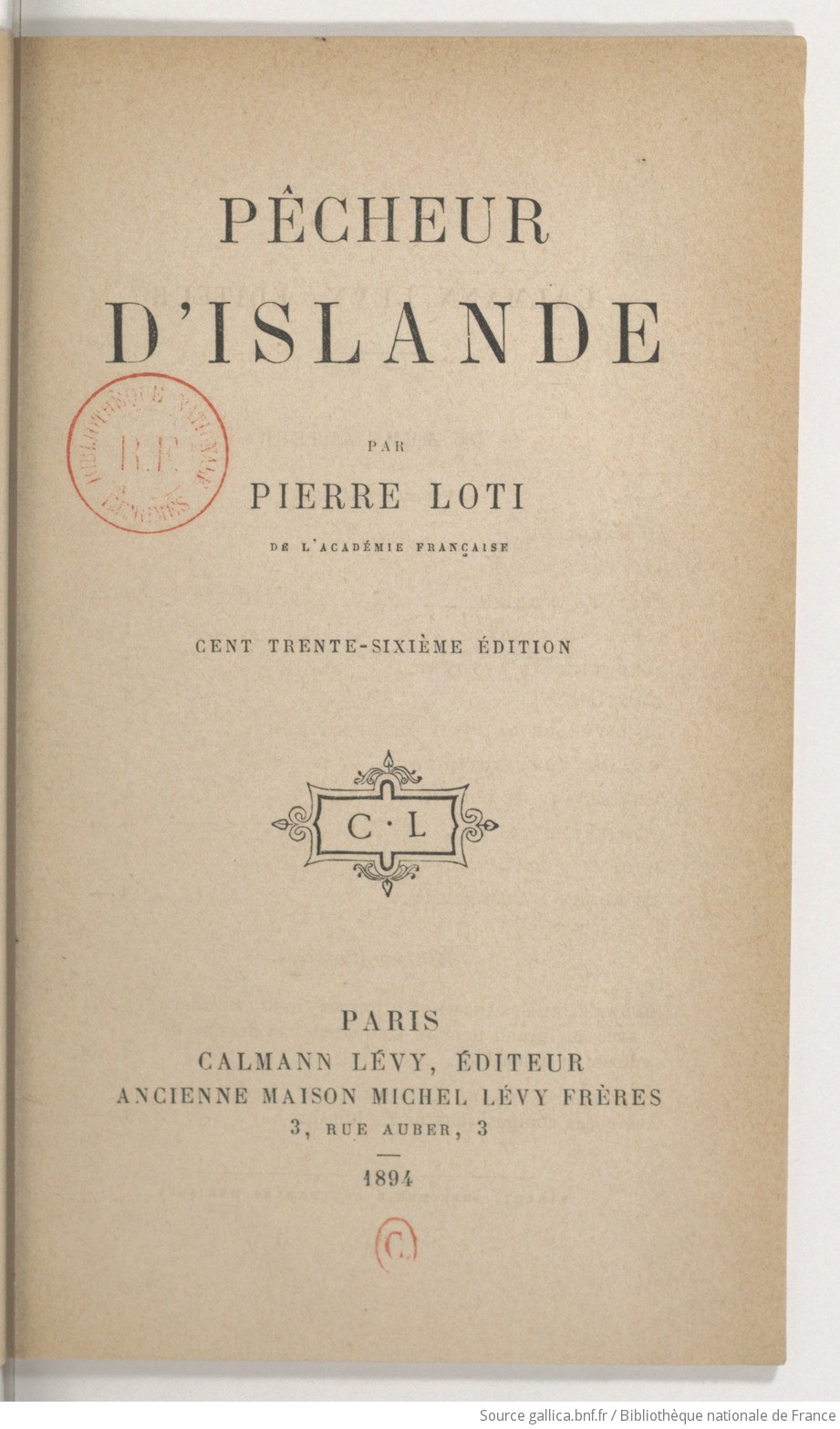

ماهیگیر ایسلند (به فرانسوی: Pêcheur d'Islande) نام یک کتاب ادبی است که توسط پیر لوتی، نویسندهٔ اهل فرانسه نوشته شده‌است.